# Charles Rabou
Charles Félix Henri Rabou (Parigi, 6 settembre 1803 – Parigi, 1º febbraio 1871) è stato un romanziere e giornalista francese.

## Biografia
Figlio di un sottufficiale, fece buoni studi al Lycée Henri-IV di Parigi e poi alla facoltà di legge a Digione (Université de Bourgogne). Dopo la laurea si dedicò al giornalismo scrivendo di argomenti politici e letterari su vari giornali (La Quotidienne, Le Messager des Chambres, Le Nouvelliste, Le Journal de Paris, La Charte de 1830). Nel 1829 fu tra i fondatori della Revue de Paris, che diresse dal 1830 al 1833 valendosi fra i collaboratori di Honoré de Balzac, di cui Rabou fu sempre buon amico. Nel 1832 fondò La Cour d'Assise, che chiuderà nel 1834.
Con la direzione della Revue de Paris (1830-1833) si dedicò alla letteratura. In collaborazione con Balzac e Chasles nel 1832 scrisse i Contes bruns, una raccolta alla quale i tre contribuirono con racconti non firmati. Scrisse numerosi romanzi, ormai dimenticati, ma soprattutto portò a termine alcuni romanzi di Balzac (Le Député d'Arcis, Le Comte de Sallenauve, La Famille Beauvisage, Les Petits Bourgeois) rimasti incompiuti per la morte dell'autore il quale peraltro, prima della morte, aveva incaricato Rabou di portare a termine.

## Opere
- (con Honoré de Balzac e Philarète Chasles) Contes bruns, racconti (1832)
- Le Mannequin, romanzo (1831)
- Les Tribulations et métamorphoses posthumes de maître Fabricius, peintre liégeois, romanzo (1839, nuova edizione nel 1860)
- Louison d'Arquien, romanzo (1840)
- Le Capitaine Lambert, romanzo (1842)
- La Reine d'un jour, romanzo (1845)
- L'allée des veuves, romanzo (1845)[2]
- Madame de Chaumergis, romanzo (1846)[3]
- L'Allée des veuves, romanzo (1845)
- Le Cabinet noir. Les Frères de la mort, romanzo (1849)
- La Fille sanglante, romanzo (1857)
- Le Marquis de Vulpiano, romanzo (1858)
- Les Grands danseurs du Roi, romanzo (1860)
- La Grande Armée, saggio storico  (1860)